# Shakespeare in Styria

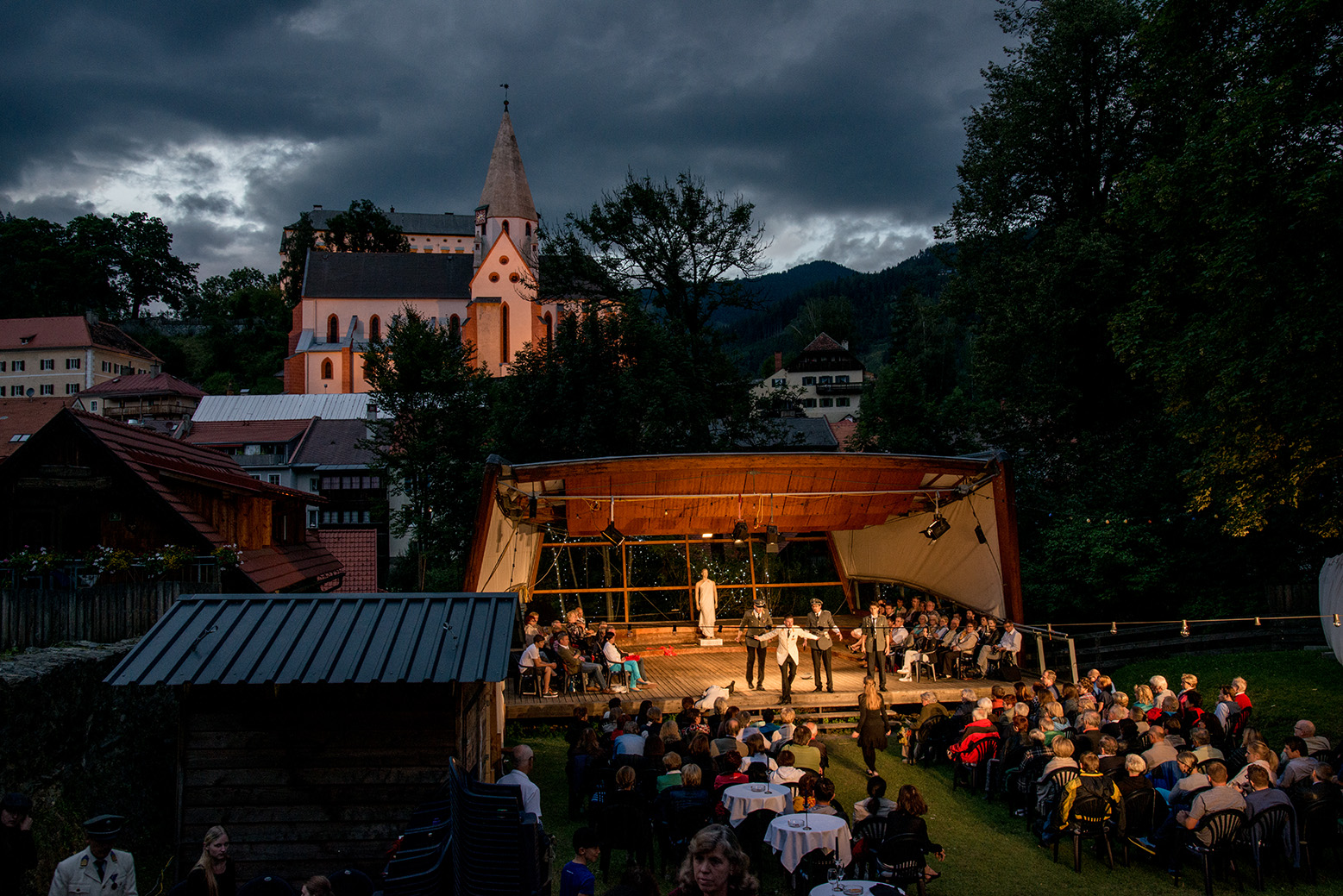
Julius Caesar von William Shakespeare in Murau, 2014

Shakespeare in Styria, auch Europäische Shakespeare-Tage genannt, war ein jährliches Shakespeare-Festival in der obersteirischen Stadt Murau in Österreich, an dem sich junge Schauspieler aus ganz Europa beteiligten. Das Festival wurde im Jahr 2002 von dem in Großbritannien geborenen Theatermanager Nicholas Allen und dem österreichischen Journalisten Rudolph J. Wojta gegründet.
Seit September 2015 wird das Festival von Paul Elsbacher (Intendanz) und Eric Lomas (Künstlerische Leitung) unter dem neuen Namen Shakespeare im Park geleitet. Im Sommer 2016 kam eine vielbeachtete Produktion von Die Komödie der Irrungen im Stift St. Lambrecht zur Aufführung, gefolgt von einem Gastspiel in den Gärten von Schloss Pötzleinsdorf in Wien.

## Geschichte
Alljährlich im Sommer inszenierte Shakespeare in Styria eine Freiluft-Aufführung eines Shakespeare-Stückes in der malerischen Kulisse der Norischen Alpen, zumeist verbunden mit Konzerten, Vorträgen und Lesungen. Das Projekt begann bescheiden als Workshop- und Trainingsprogramm für junge Schauspieler aus ganz Europa und hat sich im Lauf der Jahre zunehmend professionalisiert. Bis 2011 wurde in englischer Sprache gespielt, seit 2013 auf Deutsch. Im Jahr 2007 übernahm der englische Regisseur Daniel Winder die künstlerische Leitung von Nicholas Allen. Sein Nachfolger wurde 2011 ein anderer englischer Regisseur, Sean Aita. Von 2013 bis 2015 lag die Regie in den Händen von Nicholas Allen und der US-amerikanischen Fechtlehrerin und Schauspielerin Roberta Brown. In den frühen Jahren des Festivals wurden die Bühnenbilder vom Mitgründer Rudolph J. Wojta entworfen, Maria Krebs arbeitete von 2002 bis 2006 als Kostümbildnerin und Schneiderin für das Festival.
Eine Reihe erfahrener englischsprachiger Schauspieler übernahm die Funktion eines actor-in-residence und gaben ihr Wissen und Können an die kommende Generation weiter. Das Festival gilt als Sprungbrett für Karrieren im Film und auf der Bühne. So war die Macbeth-Produktion des Jahres 2009 Ausgangspunkt für den Film The Tragedy of Macbeth, mit denselben Hauptdarstellern wie die Murauer Inszenierung – Marek Oravec und Hannah Taylor-Gordon. Das Team konnte beim LA INDIE Film Festival in Los Angeles die Preise für Best Film, Best Actor und Best Director gewinnen. 2010 und 2011 waren der Engländer Ben Crystal und der Ire Damien Molony in Murau zu sehen.
Während der ersten vier Spielzeiten fanden die Aufführungen in Festsaal der Stadt Murau statt. Ab 2006 wurde im Hof von Schloss Murau gespielt, welches sich seit 1670 im Besitz des Hauses Schwarzenberg befindet. Das Familienoberhaupt ist seit 1986 Karel Schwarzenberg, der frühere tschechische Außenminister. Seine Frau, Theresia Schwarzenberg, geb. zu Hardegg auf Glatz und im Machlande, fungierte bis 2013 als Präsidentin des Festivals. Die Doyenne des Wiener Burgtheaters, Annemarie Düringer, übernahm die Patronanz von 2004 bis zu ihrem Tod im Jahr 2014. Sie hielt auch Lesungen während des Festivals.
Im Jahr 2013 wurde das Festival neu strukturiert, die Aufführungen fanden ab diesem Zeitpunkt im Günther Domenig Pavillon im Stadtpark statt, in deutscher Sprache, um ein breiteres Publikum anzusprechen. Ab Sommer 2016 fand das Festival eine neue Heimat im Benediktinerstift St. Lambrecht, 14 km von Murau entfernt.

## Inszenierungen
- 2002: A Midsummer Night’s Dream
- 2003: Twelfth Night
- 2004: The Taming of the Shrew
- 2005: The Merry Wives of Windsor
- 2006: The Tempest
- 2007: Romeo and Juliet
- 2008: Hamlet
- 2009: Macbeth
- 2010: King Lear, A Midsummer Night’s Dream
- 2011: Twelfth Night
- 2012: –
- 2013: Othello
- 2014: Julius Cäsar
- 2015: Antony and Cleopatra
- 2016: The Comedy of Errors
- 2017: The Taming of the Shrew
- 2018: Much Ado About Nothing
- 2019: Macbeth